# Обсерваторія Сонненборг
52°05′07″ пн. ш. 5°07′45″ сх. д. / 52.085388888889° пн. ш. 5.1291944444444° сх. д.

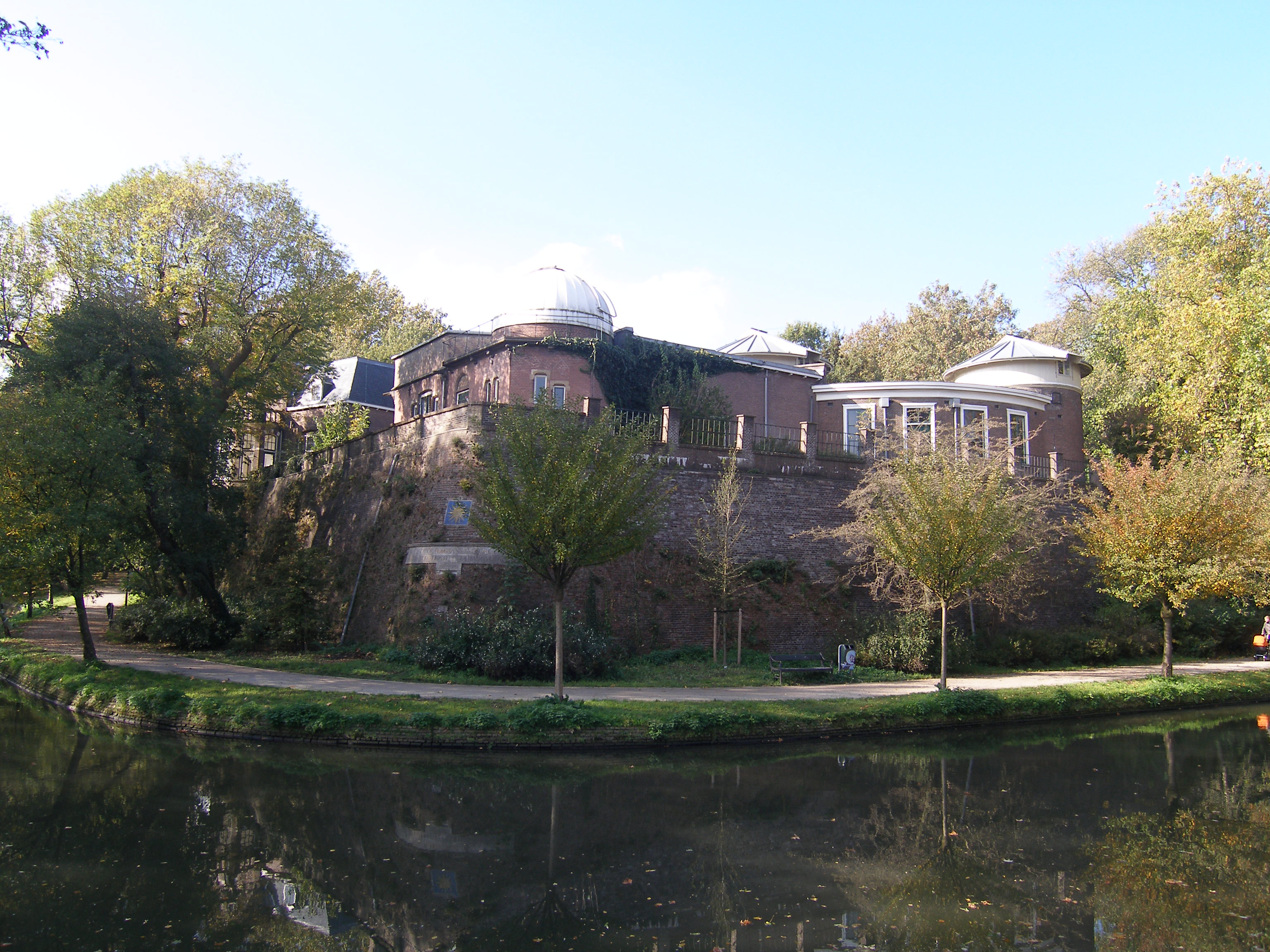
Обсерваторія Сонненборг

Обсерваторія Сонненборг (нід. Sonnenborgh) — громадська астрономічна обсерваторія і музей, розташовані в місті Утрехті (Нідерланди). 

## З історії
Обсерваторія була заснована при Утрехтському університеті в 1853 році, і з 1854 по 1897 року в ній розташовувався Королівський голландський метеорологічний інститут. 
У 1940 році був опублікований «Утрехтський сонячний атлас» (атлас ліній сонячного спектру). 
На честь обсерваторії названий астероїд 10962 Сонненборг.
Нині в обсерваторії діє музей, відкритий, як і сама обсерваторія, для загального відвідування.

## Обладнання обсерваторії
- целостат;
- Телескоп Фраунгофера (1826 рік) з H-α Фільтром Бернара Ліо;
- 200-мм ахроматичний рефрактор Lichtenknecker VAF 200;
- 14 "Celestron (система Шмідта-Кассегрена);
- 260-мм телескоп фірми Штейнгейль (1863);
- Меридіанне коло.